# Hélyette Geman
Hélyette Geman (* im 20. Jahrhundert) ist eine französische Finanzmathematikerin und Hochschullehrerin.

## Werdegang, Forschung und Lehre
Geman studierte Mathematik sowie Atom- und Kernphysik an der Universität Pierre und Marie Curie, wo sie jeweils als Master graduierte. Anschließend schloss sie Ph.D.-Studien in Mathematik mit Schwerpunkt Wahrscheinlichkeitstheorie an der Hochschule mit der Schrift Contribution à l’Etude des Convergences Stochastiques des Mesures Aléatoires sowie in Finanzmathematik an der Université Paris 1 Panthéon-Sorbonne mit der Schrift Une Approche Probabiliste de la Structure par Termes des Taux d’Intérêt ab, wo sie sich zudem habilitierte.
Ab 1988 war Geman als Head of Research für die Caisse des Dépôts tätig, ehe sie 1993 einem Ruf der École supérieure des sciences économiques et commerciales folgte und dort Professorin wurde. 1996 ging sie an die Universität Paris-Dauphine, 2006 wurde sie die University of London gerufen. Parallel zu ihrer Tätigkeit dort wirkt sie seit 2011 als Forschungsprofessorin an der Johns Hopkins University.
Geman war bei verschiedenen wissenschaftlichen Periodika Teil der Herausgeberschaft, darunter finden sich Zeitschriften wie das Journal of Banking and Finance, die Geneva Papers on Insurance, Mathematical Finance, Applied Mathematical Finance, das Journal of Energy Markets oder das Journal of Financial Services Research.
Der Schwerpunkt der wissenschaftlichen Arbeit Gemans wandelte sich im Laufe der Zeit. Während sie anfangs in klassischen Themen der Finanzmathematik rund um die Bewertung von Zinsstrukturkurven und derivativen Finanzinstrumenten insbesondere im Hinblick auf Commodities mit Fokus auf Landwirtschaft inklusive Wetterderivaten und deren Einsatz im Versicherungskontext forschte, erschloss sie später diesbezügliche Fragestellungen rund um erneuerbare Energien, den Einsatz Künstlicher Intelligenz sowie Kryptowährungen. 
Gemans wurde mehrfach für ihre Arbeit ausgezeichnet. 2022 wurde sie als erste Frau mit der Auszeichnung „Financial Engineer of the Year“ der International Association for Quantitative Finance gewürdigt.
1998 war Geman Doktormutter des Essayisten Nassim Nicholas Taleb, der sich regelmäßig populärwissenschaftlich zu den Bereichen Statistik und Zufall auch in Zusammenhang mit Finanzmathematik und -märkten äußert.